# Patricia Piccinini

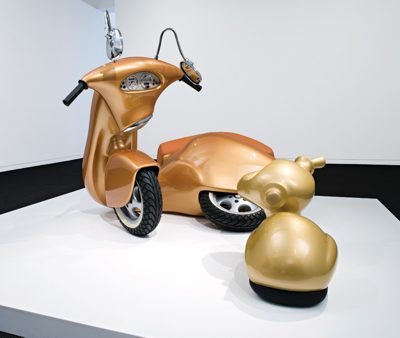
"Nido" (2006)

Patricia Piccinini (Freetown, Sierra Leona, 1965) es una artista australiana interesada en biología que trabaja varios medios: impresión, video, escultura, etc. Representó a Australia en la Bienal de Venecia de 2003. Uno de sus shows atrajo a más de 440 000 personas.
Empezó a estudiar economía en la Universidad Nacional de Australia y se licenció en bellas artes en el Victorian College of the Arts en 1991.